# Fuerza de Aviación Naval
La Fuerza de Aviación Naval è la componente aerea della Marina de Guerra del Perú, la marina militare dell'Perù. Fu originariamente formata nel 1919 come Corpo di aviatori navali (Cuerpo de Aviadores Navales), ma fu fusa nel 1932 con l'aviazione dell'esercito peruviano. Il servizio è stato ricreato con il suo nome attuale il 3 luglio 1963. Attualmente è composta da tre squadroni operativi e dalla Escuela de Aviación Naval. Gli squadroni sono distribuiti su tre basi: Lima-Callao, che fa parte dell'aeroporto internazionale Jorge Chávez di Lima, San Juan de Marcona e Pucallpa.

## Aeromobili in uso
Sezione aggiornata annualmente in base al World Air Force di Flightglobal del corrente anno. Tale dossier non contempla UAV, aerei da trasporto VIP ed eventuali incidenti accorsi durante l'anno della sua pubblicazione. Modifiche giornaliere o mensili che potrebbero portare a discordanze nel tipo di modelli in servizio e nel loro numero rispetto a WAF, vengono apportate in base a siti specializzati, periodici mensili e bimestrali. Tali modifiche vengono apportate onde rendere quanto più aggiornata la tabella.
| Aeromobile                        | Origine     | Tipo                                                                                    | Versione (denominazione locale) | In servizio (2025) | Note | Immagine |
| Aerei da pattugliamento marittimo |             |                                                                                         |                                 |                    | |          |
| Fokker F60                        | Paesi Bassi | aereo da pattugliamento marittimo                                                       | F60 MPA                         | 2                  | 2 F60 MPA consegnati nel 2010. |          |
| Fokker F50                        | Paesi Bassi | aereo da pattugliamento marittimoSIGINT                                                 | F50 MPAF50 SIGINT               | 1                  | 2 F50 MPA acquistati nel 2014. Uno dei due esemplari in organico, con un contratto stipulato con l'israeliana Elta Systems nel 2018, è stato configurato ed equipaggiato con eguipaggiamenti SIGINT di origine israeliana tra il 2020 e il 2023. |          |
| Beechcraft King Air 200           | Stati Uniti | aereo da pattugliamento marittimo                                                       | B200CT MPA                      | 5                  | 5 B200CT ricevuti negli anni ottanta, più 2 nuovi B360MPA-ER ordinati nel 2023. |          |
| Aerei da trasporto                |             |                                                                                         |                                 |                    | |          |
| Fokker F60                        | Paesi Bassi | aereo da trasporto                                                                      | F60                             | 2                  | 2 F60 UTI acquisiti nel 2010. |          |
| Antonov An-32 Cline               | Ucraina     | aereo da trasporto                                                                      | An-32B                          | 2                  | 2 An-32B acquistati nel 1994. 1 An-32B acquistato di seconda mano in Ungheria e in servizio al luglio 2019. |          |
| Aerei da addestramento            |             |                                                                                         |                                 |                    | |          |
| Beechcraft T-34 Turbo Mentor      | Stati Uniti | Aereo da addestramento                                                                  | T-34C-1                         | 3                  | Almeno 2 T-34C-1 (secondo WAF, sette aerei) in servizio al dicembre 2021, più un ulteriore T-34C-1 acquistato da un operatore civile (già appartenuto alla Indonesian Air Force) acquistato nello stesso mese, che è stato consegnato il 19 maggio 2022 ed immesso in servizio il 17 giugno dello stesso anno. |          |
| Elicotteri                        |             |                                                                                         |                                 |                    | |          |
| Sikorsky SH-3 Sea King            | Stati Uniti | elicottero antisommergibileelicottero da trasporto imbarcatoelicottero antisommergibile | ASH-3DUH-3HSH-3D                | 232                | 4 ASH-3D consegnati nel 1978, 2 nel 1979 e quattro ordinati nel 1984; confermate le consegne dei soli primi sei. Tutti tranne i primi quattro praticamente identici per capacità agli ASH-3H italiani. 6 UH-3H acquistati usati dalla US Navy nel 2009 e consegnati nel 2010-2011. 6 degli SH-3D radiati dalla Flotilla de Aeronaves spagnola acquistati a ottobre 2022. Primi due SH-3D ex spagnoli entrati in servizio il 29 novembre 2023, con un'ulteriore coppia prossima all'immissione in servizio e gli ultimi due esemplari utilizzati come fonte per parti di ricambio. |          |
| Agusta-Bell AB 212 ASW            | Stati Uniti | elicottero antisommergibileelicottero utility                                           | AB-212ASW                       | 2                  | 6 AB-212ASW acquistati in Italia nel 1978. I due esemplari ancora in servizio vengono utilizzati a consumazione. |          |
| Kaman SH-2 Seasprite              | Stati Uniti | elicottero antisommergibile                                                             | SH-2G-P2                        | 5                  | 5 SH-2G (NZ) ex neozelandesi acquistati nel 2014. Il primo, semplicemente revisionato, è stato consegnato a maggio 2018 per compiere attività addestrativa. I successivi quattro, ricondizionati allo standard P2, sono stati consegnati nel 2022. L'aggiornamento a tale standard comprende un'avanzata suite di sensori, sedici boe-sonar, siluri Mk-46 o 2 missili AGM-65D Maverick. |          |
| Agusta-Bell AB 412                | Stati Uniti | SAR                                                                                     | AB-412SP                        | 3                  | 3 AB-412SP ex Koninklijke Luchtmacht acquistati nel 2014 e consegnati nel 2015. |          |
| Mil Mi-8 Hip                      | Russia      | elicottero da trasporto                                                                 | Mi-8TMi-171Sh                   | 16                 | 3 Mi-8T ex ungheresi ricevuti a metà del 1994, uno dei quali ritirato alcuni anni dopo la consegna. Un ulteriore Mi-8T consegnato nel 1996, ma andato perso in un incidente il 15 agosto 2007. Uno dei due velivoli della fornitura ungherese (gli unici due rimasti in organico) è stato perso il 14 settembre 2021. 6 Mi-171Sh ordinati nel 2020. |          |
| Bell 206 Jet Ranger               | Stati Uniti | elicottero leggero                                                                      | B-206B-2                        | 2                  | 10 Bell 206B-2 ordinati nel 1974. |          |
| Enstrom F-28                      | Stati Uniti | elicottero da addestramento                                                             | F-28F                           | 5                  | 6 F-28F consegnati tra il 2008 e il 2010. |          |